# HR 8799
HR 8799 je přibližně 30 milionů let stará hvězda hlavní posloupnosti v souhvězdí Pegase, vzdálená 129 světelných roků (39,6 parseků) od Země. Její hmotnost činí zhruba 1,5násobek Slunce a má 4,9krát vyšší zářivý výkon. Součástí soustavy jsou prstenec prašných částic a nejméně čtyři velké planety, které s Fomalhautem b představovaly vůbec první exoplanety, jejichž pohyb na oběžných drahách byl potvrzen technikou přímého zobrazení.
Hvězda se řadí mezi proměnné se změnami jasnosti v důsledku neradiální pulzace povrchu. Klasifikována je do typu hvězd lambda Bootis, jejichž povrchové vrstvy jsou chudé na prvky v oblasti železného vrcholu. Představuje jediného známého zástupce typu lambda Bootis, jenž odpovídá proměnné hvězdě Gamma Doradus a zároveň je podobný Veze, charakterizované přebytkem infračerveného záření v důsledku prstence okolo hvězdy.

## Poloha

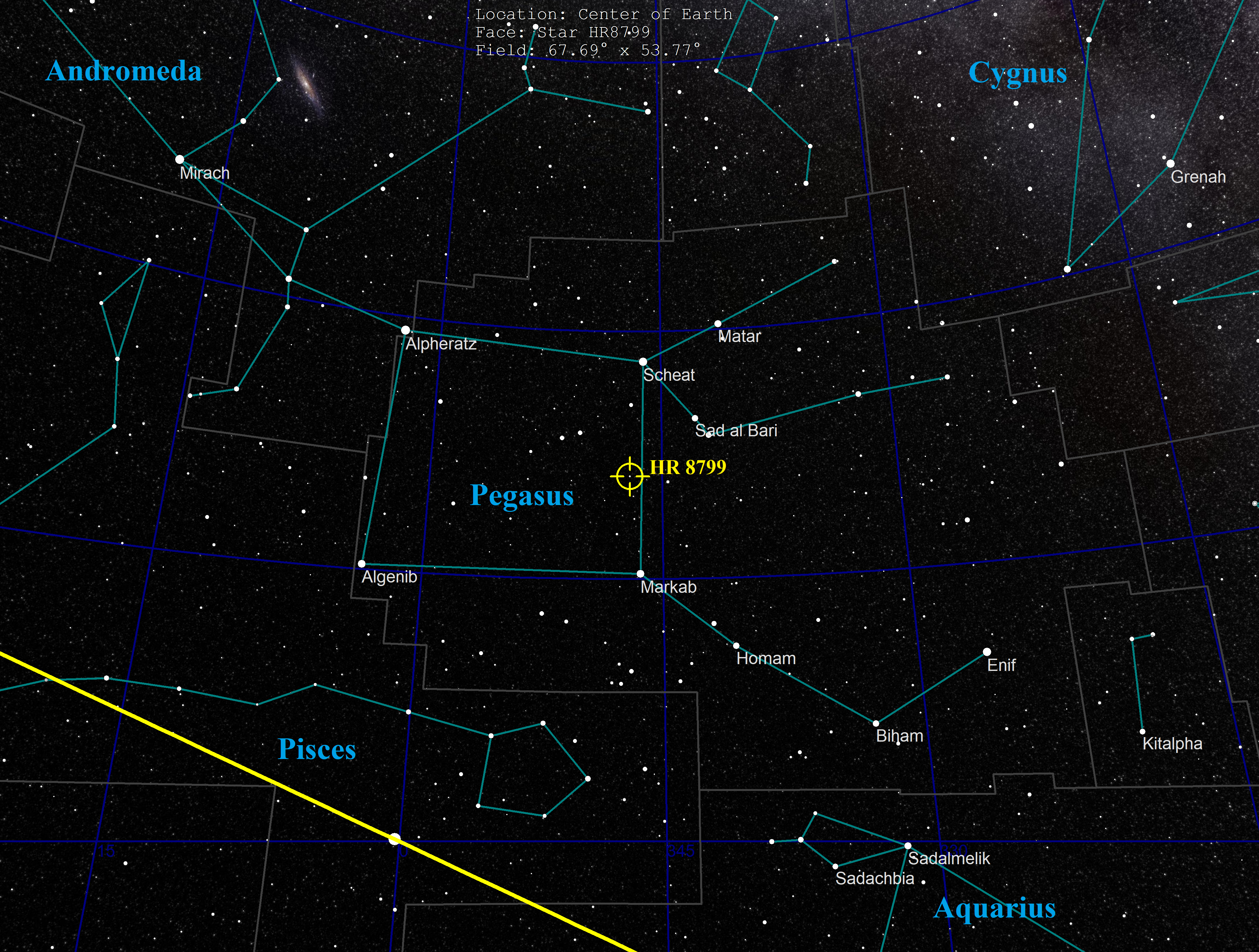
Poloha HR 8799

HR 8799 je hvězda s magnitudou 5,96, ležící při západním okraji souhvězdí Pegasa, mezi hvězdami Scheat a Markab. Označení HR 8799 je identifikátorem hvězdy v katalogu Bright Star, která může být slabě viditelná pouhým okem pouze v oblastech bez světelného znečištění oblohy, nebo ji lze pozorovat triedrem či malým dalekohledem.

## Hvězdné vlastnosti
Hvězda HR 8799 patří do třídy lambda Boötis (λ Boo), skupiny pekuliárních hvězd s neobvyklým nedostatkem kovů, prvků těžších než vodík a helium, v horních vrstvách atmosféry. V důsledku toho má velmi komplexní spektrální typologii. Profil svítivosti Balmerových čar ve hvězdném spektru, rovněž jako efektivní teplota hvězdy, nejlépe odpovídá typickým vlastnostem hvězd spektrální třídy F0 V hlavní posloupnosti. Přítomnost silných absorpčních čar vápníku II K a dalších kovů by hvězdu přesto řadilo spíše do spektrální třídy A5 V hlavní posloupnosti. Hvězda proto byla zapsána ve tvaru kA5 hF0 mA5 V; λ Boo.
Určení stáří hvězdy se lišilo na základě použité metodiky. Předpokládaný věk z naměřených hodnot svítivosti, dle statistických dat odpovídajících hvězd s prstencem, byl udán v rozmezí 20–150 milionů let. Z porovnání s podobně pohybujícími se hvězdami vesmírem mělo stáří činit 30–160 milionů let. Vzhledem k poloze hvězdy na Hertzsprungově–Russellově diagramu jasu a teploty se odhadovaný věk pohyboval na škále 30–1 128 milionů let. Podobné hvězdy typu lambda Boötis patří mezi mladá tělesa, s průměrným věkem dožití jedné miliardy let. Asteroseismologie také předpokládá střední životnost okolo jedné miliardy roků. Aby takový přístup odpovídal teoriím chladnutí vztahujícím se ke změnám v atmosféře, činil by z planet hnědé trpaslíky, které by však v systému nebyly stabilní. Nejpřijatelnějším odhadem věku hvězdy 8799 HR se tak stala hranice 30 milionů let.
Podrobná analýza hvězdného spektra ve srovnání se Sluncem odhalila mírný přebytek uhlíku a kyslíku, přibližně o 30 %, respektive 10 %. Zatímco u některých hvězd lambda Boötis je množství síry srovnatelné se Sluncem, tak HR 8799 vykázala pouze 35% hodnotu sluneční úrovně. Hvězda má rovněž nedostatek prvků těžších než sodík; například zásoby železa činily pouze 28 % hladiny sluneční úrovně.
Analýza spektroskopických dat z pohledu hvězdné seismologie ukázala, že  sklon rotační osy k ose oběžné dráhy hvězdy je větší nebo se blíží k hranici 40°. To kontrastuje s inklinací čtyř planet, u nichž byla hodnota úhlu vypočítána zhruba na úrovni 20° ± 10°. Pozorování hvězdy rentgenovou observatoří Chandra detekovalo nízkou magnetickou aktivitu. Naopak míra radioaktivity byla výrazně vyšší než u hvězd spektrální třídy A typu Altair. To vedlo k předpokladu, že se vnitřní uspořádání daleko více podobá hvězdám spektrální třídy F0. Teplota koróny činí přibližně 3 milióny K.

## Planetární soustava
| e             | 7 +3 −2    | 14,5 ± 0,5 | ~ 45       | ?          | —   | ?             |
| d             | 7 +3 −2    | 24 ± 0,5   | ~ 100      | >0,04      | 28° | 1,2 +0,1 −0   |
| c             | 7 +3 −2    | 38 ± 0,5   | ~ 190      | ?          | 28° | 1,2 +0,1 −0   |
| b             | 5 +2 −1    | 68 ± 0,5   | ~ 460      | ?          | 28° | 1,2 +0,1 −0,1 |
| prachový disk | 6–1 000 AU | 6–1 000 AU | 6–1 000 AU | 6–1 000 AU | —   | —             |

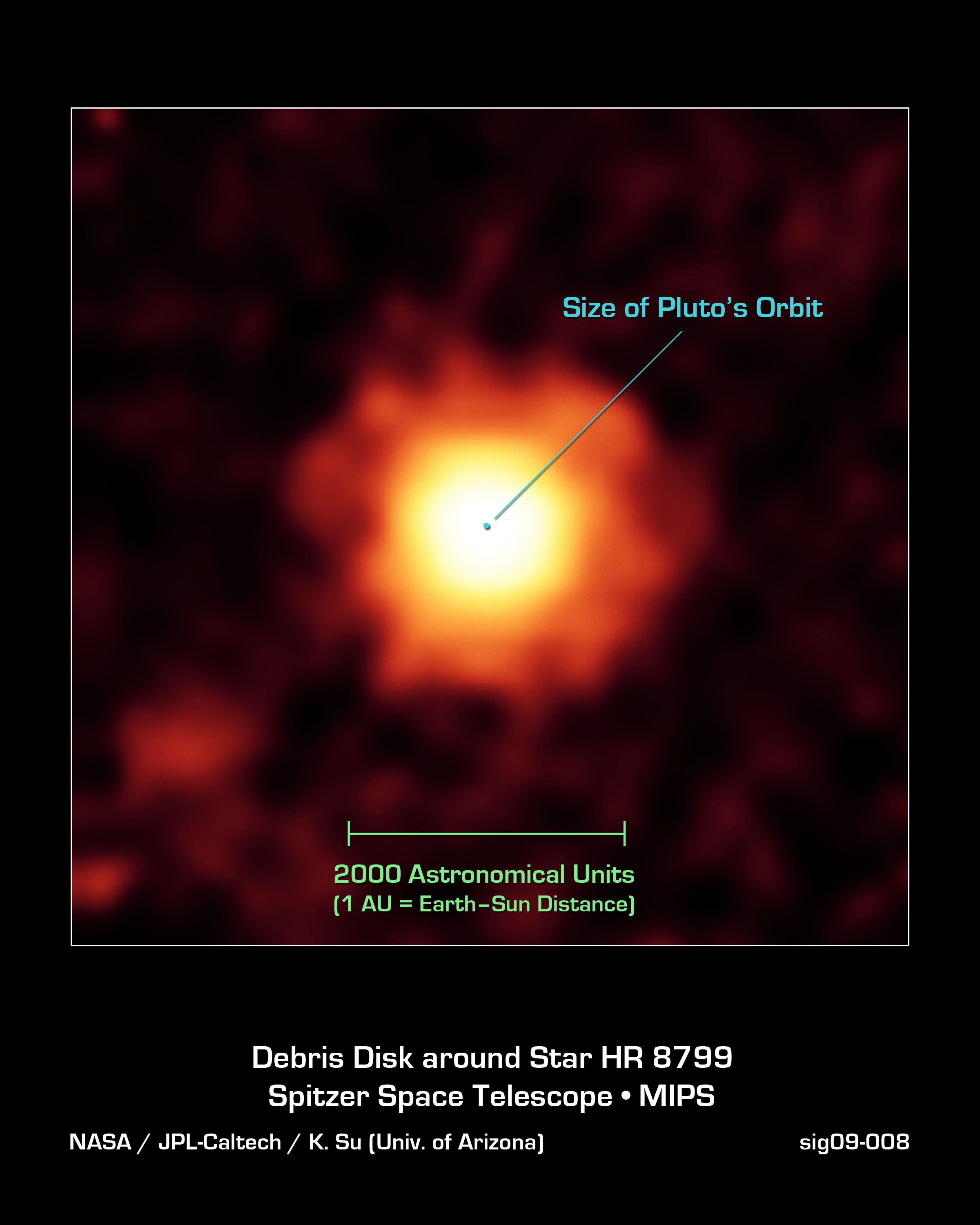
Spitzerův infračervený snímek prachového prstence HR 8799, leden 2009 (tečka ve středu odpovídá velikosti oběžné dráhy Pluta)

Americko-kanadský tým pod vedením Christiana Maroise z Národní vědecké rady Herzbergova institutu astrofyziky oznámil 13. listopadu 2008 přímé pozorování tří exoplanet z havajských observatoří Kecka a Gemini, za použití adaptivní optiky pro sledování v oboru infračerveného záření. Po vývoji a použití nové technologie zpracování infračervených snímků bylo v roce 2009 odhaleno, že exoplanety již přímo nasnímal Hubbleův vesmírný dalekohled v roce 1998 prostřednictvím zařízení NICMOS. Další pozorování v letech 2009–2010 odhalila čtvrtou obří planetu obíhající na dráze nejblíže k mateřské hvězdě, ve vzdálenosti menší než 15 AU, jejíž existence byla následně potvrzena dalšími týmy.
Nejvzdálenější planeta se pohybuje na orbitě, která je součástí prachového disku připomínajícího Kuiperův pás. Jedná se o jeden z nejmohutnějších známých prstenců hvězdy v oblasti vesmíru do 300 světelných roků od Země, který byl nasnímán v lednu 2009 Spitzerovým vesmírným dalekohledem. Ve vnitřním systému soustavy je prostor pro terestrické planety. Nejvnitřnější planeta disponuje vlastním prachovým prstencem.
Planety systému e, d, c a b vyzařují dvakrát až třikrát více energie, než plynní obři Jupiter, Saturn, Uran, respektive Neptun. Vzhledem k poklesu intenzity záření s druhou mocninou vzdálenosti od zdroje, jsou intenzity záření srovnatelné ve vzdálenosti {\displaystyle \scriptstyle {\sqrt {4,9}}} = 2,2krát větší od HR 8799 než od Slunce, což znamená, že planety sluneční soustavy a systému HR 8799 nacházející se ve vzdálenosti tohoto násobku, přijímají od mateřské hvězdy podobné množství záření.

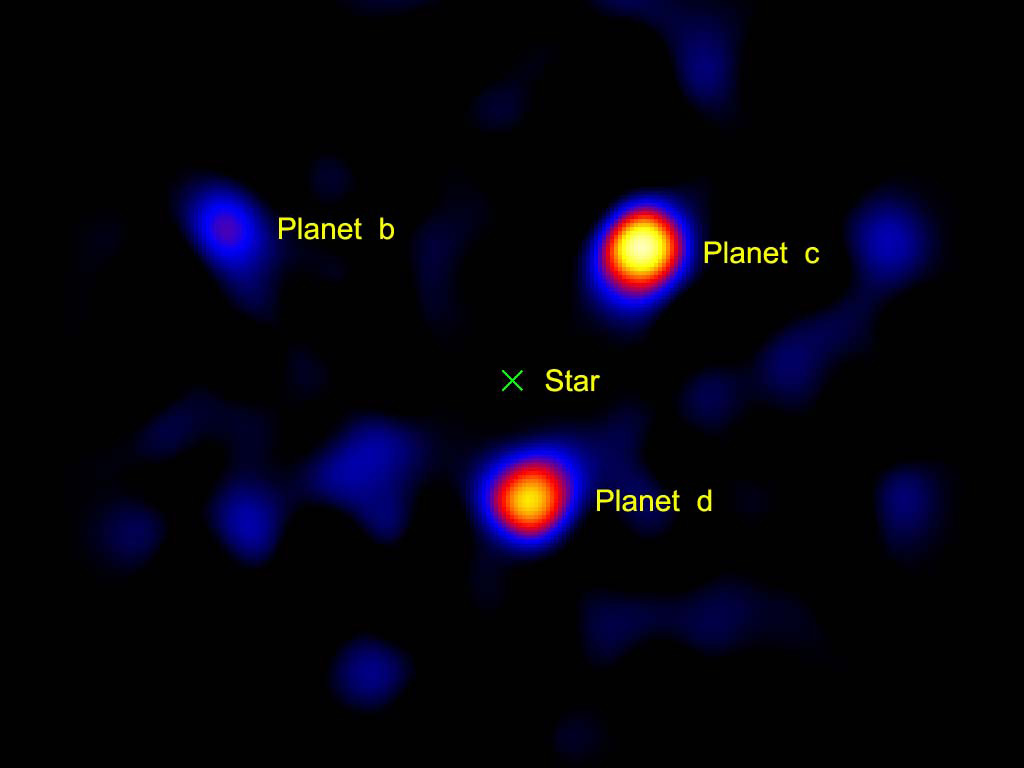
Přímé zobrazení exoplanet kolem hvězdy HR 8799 za použití koronografu Haleova dalekohledu na palomarské obervatoři

Hmotnost pozorovaných objektů systému HR 8799 se dle měření blíží hornímu limitu, který definuje tělesa jako planety. Pokud by překročily hranici 13krát vyšší hmotnosti Jupiteru, mohly by zažehnout jadernou fúzi deuteria a podle kritérií Pracovní skupiny exoplanet Mezinárodní astronomické unie být klasifikovány za hnědé trpaslíky. V případě korektního měření hmotností se soustava HR 8799 stala prvním extrasolárním systémem obsahujícím více planet, který byl objeven přímým zobrazením. Planety hvězdu obíhají proti směru hodinových ručiček.
Širokopásmová fotometrie planet b, c a d odhalila v jejich atmosférách značnou oblačnost, zatímco blízká infračervená spektroskopie u planet b a c indikovala nerovnováhu plynů CO / CH4. „Projekt 1640“ blízké infračervené spektroskopie na Palomarské observatoři zjistil  mezi planetami výraznou různorodost chemického složení, což bylo překvapivé vzhledem k předpokladu stejného procesu vzniku z prachového disku a podobným jasnostem.